# Tamias bulleri
Tamias bulleri е вид бозайник от семейство Катерицови (Sciuridae). Видът е световно застрашен, със статут Уязвим.